# Florian Cynk
Florian Stanisław Cynk (sinh ngày 3 tháng 5 năm 1838 – mất ngày 10 tháng 10 năm 1912) là một họa sĩ người Ba Lan, chuyên vẽ tranh minh họa và chủ đề tôn giáo.

## Tiểu sử
Florian Cynk sinh ra ở Kraków. Ông học hội họa tại các học viện mỹ thuật ở Kraków, Dresden (1862-1863) và Munich (1863-1867).
Năm 1877, Cynk được bổ nhiệm làm giáo sư tại Học viện Mỹ thuật Jan Matejko ở Kraków. Tại đây, ông tạo bản sao các tác phẩm của danh họa Jan Matejko thành tranh khắc gỗ. Ông cũng giúp họa sĩ Jan Matejko vẽ phối cảnh cho những bức tranh khổng lồ. Ngoài ra, ông nhận vẽ hình ảnh minh họa cho các tạp chí và ấn phẩm định kỳ ở Ba Lan.

## Tác phẩm tiêu biểu

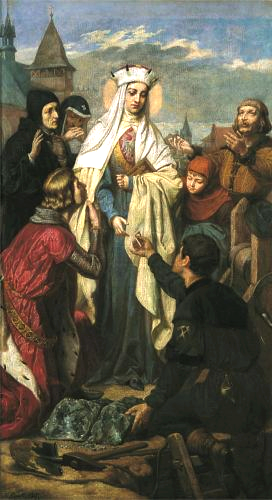
Saint Kinga
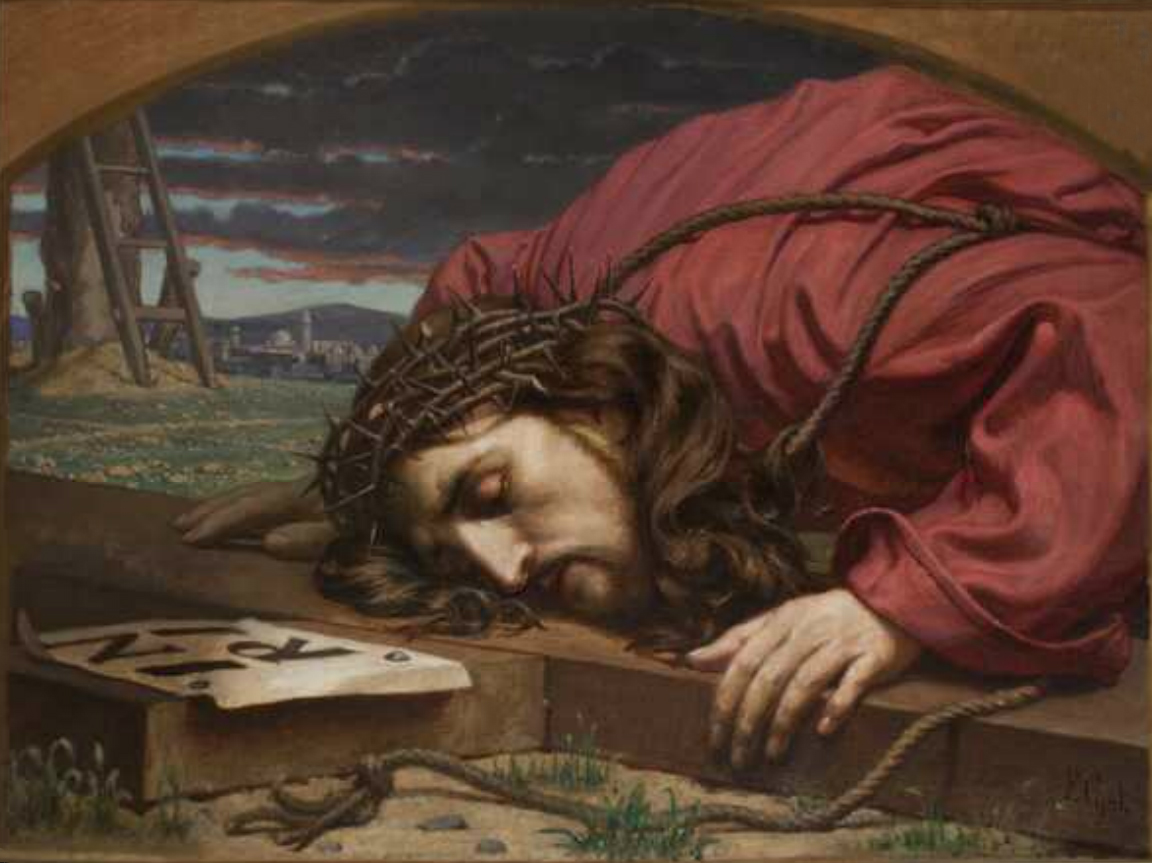
Christ Collapsing on the Cross